# ليزلي لي
ليزلي لي (بالإنجليزية: Leslie Lea)‏ (5 أكتوبر 1942 بمانشستر في المملكة المتحدة - ) هو لاعب كرة قدم بريطاني في مركز الوسط. لعب مع كارديف سيتي ونادي بارنسلي ونادي بلاكبول.

## وصلات خارجية
- ليزلي لي على موقع قاعدة بيانات كرة القدم.إي يو (الإنجليزية)